# Rhagio montanus
Rhagio montanus är en tvåvingeart som beskrevs av Becker 1921. Rhagio montanus ingår i släktet Rhagio och familjen snäppflugor. Inga underarter finns listade i Catalogue of Life.